# Nueva Tarqui
Nueva Tarqui ist eine Ortschaft und eine Parroquia rural („ländliches Kirchspiel“) im Kanton Gualaquiza der ecuadorianischen Provinz Morona Santiago. Die Parroquia besitzt eine Fläche von 35,01 km². Die Einwohnerzahl lag im Jahr 2010 bei 511.

## Lage
Die Parroquia Nueva Tarqui liegt im Bergland zwischen der Cordillera Real und der Cordillera del Cóndor. Das Gebiet besitzt eine Längsausdehnung in Ost-West-Richtung von 8,5 km sowie in Nord-Süd-Richtung von 5,5 km. Es liegt in Höhen zwischen 820 m und 2900 m. Der Río Cuyes, rechter Quellfluss des Río Bomboiza fließt entlang der südlichen Verwaltungsgrenze nach Osten und entwässert dabei das Areal. Im Norden wird das Gebiet von einem Bergkamm begrenzt.
Der etwa 870 m hoch gelegene Hauptort befindet sich am linken Flussufer des Río Cuyes 11 km südwestlich vom Kantonshauptort Gualaquiza. Eine 6 km lange Nebenstraße verbindet den Ort mit der Fernstraße E594 (Gualaquiza–Sígsig), die wiederum nach weiteren 3 Kilometern auf die E45 (Macas–Zamora) trifft.
Die Parroquia Nueva Tarqui grenzt im Norden und im Osten an die Parroquia El Ideal, im Süden an die Parroquia Bomboiza sowie im Westen an die Parroquia Amazonas.

## Orte und Siedlungen
In der Parroquia gibt es neben Hauptort Nueva Tarqui folgende Ortschaften:
- La Florida
- Santa Rosa

## Geschichte
Die Parroquia Nueva Tarqui wurde am 9. Dezember 1961.